# Неисправимый лжец
Неисправимый лжец (фр. Menteur, англ. англ. Compulsive Liar) — канадский комедийный фильм, снятый Эмилем Годро и выпущенный в 2019 году.

## Сюжет
Луи-Жозе Уд исполнил роль главного героя Симона — топ-менеджера, который с детства приобрёл навязчивую привычку лгать по поводу и без повода, но отрицает это. Однажды он просыпается в альтернативной реальности, в которой вся его прошлая ложь стала правдой. Результаты лжи ему помогает (а точнее, заставляет) исправить брат Фил (Антуан Бертран), который в новой реальности оказывается главным «потерпевшим».
Сюжет включает встречу канадских героев с делегацией авиакомпании из России и диалоги на русском языке с использованием идиоматических оборотов и длинных цитат из Льва Толстого.

## Технические данные
Премьера фильма состоялась 10 июля 2019 года в кинотеатрах. По состоянию на неделю 15 августа выручка фильма в кинотеатрах превысила 5 миллионов долларов, благодаря чему фильм занял 13-е место в рейтинге самого кассового фильма Квебека за все время.